# Eptatretus gomoni
Eptatretus gomoni – gatunek bezżuchwowca z rodziny śluzicowatych (Myxinidae).

## Zasięg występowania
Wschodni Ocean Indyjski – zachodnia Australia.

## Cechy morfologiczne
Osiąga maksymalnie 79 cm długości. 8 par worków skrzelowych. 91–93 gruczoły śluzowe, 12–13 przedskrzelowych, 57–58 tułowiowych i 14–15 ogonowych. 

## Biologia i ekologia
Występuje na głębokości 260–705 m.